# Apiti
Āpiti est une petite localité de l’Île du Nord de la Nouvelle-Zélande.

## Situation
Elle est localisée au nord-est de la petite ville de Kimbolton dans la région de Manawatu-Wanganui. Elle est localisée dans une petite plaine nommée « Apiti Flats », tout près de la vallée et des gorges de la rivière Oroua, et tout près du pied de la chaîne des Ruahine.

## Population
Āpiti fut constituée en 1886 et a une population de 226 habitants.

## Activité
Bien que ses industries locales aient toujours été constituées par l’élevage pastoral, elle est maintenant connue aussi pour le tourisme et en particulier par les randonneurs, comme la porte d’entrée de la chaîne des Ruahine.

## Toponymie
En juillet 2020, le nom de la localité fut officiellement enregistré au journal officiel comme Āpiti par le New Zealand Geographic Board.

## Éducation
L’école d’Āpiti est une école publique, mixte, assurant le primaire, avec un effectif de 22 élèves en mars 2020.